# Nina Bang Bjerg
Nina Bang Bjerg är ett berg i Grönland (Kungariket Danmark). Det ligger i den norra delen av Grönland, 1 900 km norr om huvudstaden Nuuk. Toppen på Nina Bang Bjerg är 626 meter över havet.
Terrängen runt Nina Bang Bjerg är huvudsakligen kuperad.  Trakten runt Nina Bang Bjerg är nära nog obefolkad, med mindre än två invånare per kvadratkilometer. Det finns inga samhällen i närheten. Trakten runt Nina Bang Bjerg är permanent täckt av is och snö.